# Регінфред
Регінфред (Рагнфрід, Регінфрід) (д/н — 814) — конунг данів.

## Життєпис
Походження достеменно невідоме. Переважна більшість дослідників вважають його батьком Гальфдана, який за різними версіями був сином або братом Гаральда Боєзуба з роду Скьйольдунгів або братом Сігфреда, що став конунгом у Південній Ютландії після Боєзуба. Також є версія, що Гальфдан був онуком Ейстейна, конунга Румеріке (сучасна південно-східна Норвегія). Більш реальною вважається перша гіпотеза.
Після раптової смерті конунга Геммінга сприяв оголошенню брата Ануло конунгом. Брав участь у битві проти іншого конунга Сігфреда II. У битві загинули обидва конунга, проте прихильники Ануло здобули перемогу. Регінфред розділив володіння з братом Гаральдом Клаком. Яка саме частина дісталася Регінфреду, невідомо. Брати-конунги підтвердили мирний договір 810 року з Франкською імперією. Як заручника відправили до Аахена брата Геммінга Гальфдансона.
У 813 році здійснили військовий похід проти держави Вестфолд (південна Норвегія), де взяли данину. Того ж року проти братів виступили сини колишнього конунга Годфреда, які завдали поразки Регінфреду та Гаральду. Внаслідок цього вони змушені були тікати. Конунгом став Горік I Старий. 814 році, згідно з «Анналами королівства франків» Регінфред з братом спробував повернути владу, але зазнав поразки й загинув.